# 熊田一雄
熊田 一雄（くまた かずお、1962年 - ）は、日本の社会学者。愛知学院大学文学部宗教文化学科准教授。専門は、宗教学、ジェンダー研究、文化社会学。
京都市生まれ。東大寺学園中学・高校を経て東京大学教養学部フランス科を卒業後、1992年に、東京大学大学院総合文化研究科文化人類学専攻博士課程単位取得退学、修士。2003年には、カリフォルニア大学バークレー校社会学部客員研究員。

## 著作

### 単著
- 『格差社会の宗教文化 -「民衆」宗教の可能性を再考する-』（風媒社、2022年)
- 『男らしさという病？ -ポップ・カルチャーの新・男性学-』（風媒社、2005年)

### 共著
- “Religion, Violence and Multiculturalism”（国立成功大学、2018年）
- 北九州男女共同参画センタ-「ムーブ」編『ジェンダー白書8 ポップカルチャーとジェンダー-(ムーブ叢書、明石書店、2012年)
- 宗教社会学の会編『新世紀の宗教-「聖なるもの」の現代的諸相−』（創元社、2002年)
- 井上順孝、大塚和夫編『ファンダメンタリズムとは何か-世俗主義への挑戦-』（新曜社、1994年）

### 論文
- 新宗教の衰退とジェンダー問題ー大本の事例からー2025/03
- 日本の宗教の信仰治療についてー天理教の事例からー2022/03
- 高橋留美子の漫画における男性像ー2021/09
- 天理教の男性カリスマの研究ー関根豊松の事例ー2021/03
- 「天理教教祖と＜暴力＞の問題系」を再論するー2019/03

など